# Liste der Naturdenkmale in Niederdürenbach
Die Liste der Naturdenkmale in Niederdürenbach nennt die im Gemeindegebiet von Niederdürenbach (in Rheinland-Pfalz) ausgewiesenen Naturdenkmale (Stand 14. Februar 2024).

## Ehemalige Naturdenkmäler
| Nr. | Bezeichnung | Lage                                    | Beschreibung | Bild                          |
| --- | ----------- | --------------------------------------- | --- | ----------------------------- |
|     | Rodder Maar | nördlich des Ortes; Flur Maarheide Lage | trockengefallenes Maar, nach zwischenzeitlicher Aufforstung 1996 zum Gewässer renaturiert; Rechtsverordnung aufgehoben | mehr Fotos \| Fotos hochladen |